# Kronika Rzymska
Kronika Rzymska – miesięcznik, później kwartalnik polonijny wydawany w Rzymie w latach 1982–2002 w języku polskim.

## Historia pisma
Pierwszy numer „Kroniki Rzymskiej” ukazał się w maju 1982. Wydawcą pisma była Fundacja Jana Pawła II (via Cassia 1200). Oprócz przemówień papieskich, miesięcznik w formie kroniki przekazywał Polonii na całym świecie m.in. relacje z pielgrzymek papieża. W miesięczniku publikowano również rozprawy naukowe z historii Kościoła. 
Zgodnie z deklaracją programową redakcji, czasopismo kierowało uwagę na: wydarzenia i problemy życia kościelnego, kulturalnego i społecznego „polskiego” Rzymu – to główny przedmiot zainteresowania „KRONIKI”
Czasopismo publikowało również w ciągu dwudziestolecia istnienia rozprawy dotyczące literatury pięknej, co odnotowała Polska Bibliografia Literacka. Wśród publikujących naukowców znaleźli się, m.in. prof. Magdalena Popiel (Dlaczego zło? O nowym spojrzeniu na polską literaturę przełomu XIX i XX wieku, "KR" 1994 nr 100 s. 22-23), prof. Krzysztof Dybciak, Katarzyna Dybciak, (Jan Paweł II w literaturze,  "KR" 1993 nr 97 s. 18-20), Józef Dużyk, (Rzymska noc wigilijna Adama Mickiewicza, "KR" 1994 nr 101 s. 41-43) czy prof. Aleksander Mikołajczak, (Watykański autograf epigramów M.K. Sarbiewskiego TJ, "KR" 1993 nr 95 s. 25-27).

## Skład redakcji w latach 1982–2002
Ks. Ksawery Sokołowski, o. Konrad Hejmo, o. Kazimierz Przydatek, ks. Hieronim Fokciński, ks. Michał Jagosz, ks. Marian Radwan, Władysław Zachariasiewicz, ks. Stefan Wylężek,  ks.  Ryszard Krupa, ks.  Dariusz Giers, ks. Jan Główczyk, ks. Ryszard Krupa. 
Redaktorami naczelnymi byli o. Konrad Hejmo i ks. Stanisław Wylężek.